# Тирговиштська область
Тирговиштська область (болг. Област Търговище) — область в Північно-центральному регіоні Болгарії.
| Болгарія | Це незавершена стаття з географії Болгарії. Ви можете допомогти проєкту, виправивши або дописавши її. |